# Молина Масарьегос, Педро
Педро Хосе Антонио Молина Масарьегос (исп. Pedro José Antonio Molina Mazariegos, 29 апреля 1777, Гватемала — 1854) — политик и журналист Центральной Америки, считающийся одним из основоположников либерализма в Гватемале.
Во главе партии по имени Los Cacos (Воры), он боролся за независимость Центральной Америки от Испании и против партии Los Serviles (рабы).
Он был врачом и журналистом. В 1802 году он был профессором в университете Гватемалы. В 1820 году он сформулировал план реформы медицинского образования. Его план был принят и введен в практику. Он основал газету «Эдитор конститусьональ» (позже известную как «Эль Генио-де-ла-Либертад»), в которой критиковал колониальные порядки и призывал к борьбе за независимость, 24 июля 1820 года, а 10 марта 1848 основал «Эль Альбом Републикано».
Из-за его позиции по отношению к правительству, он провёл несколько месяцев, без связи с внешним миром в замке Сан-Хосе. После провозглашения независимости Гватемалы в году 1821 был избран депутатом 1-го Учредительного собрания.
С 10 июля 1823 по 4 октября 1823 года, после падения Первой Мексиканской империи Агустина де Итурбиде, он входил в состав первого исполнительного триумвирата новой независимой Федеративной Республики Центральной Америки, и был первым президентом триумвирата. Принимал активное участие в разработке конституции 1824 года. Представлял Центральную Америку на созванном Симоном Боливаром Панамском конгрессе 1826 года.
Позже он был президентом Гватемалы (с 23 августа 1829 по 10 февраля 1831) и Лос-Альтос (28 декабря 1838 года по 27 января 1840) в рамках федерации. Автор ряда исторических работ.